# قائمة القوائم
هذه قائمة بمقالات القوائم التي تحتوي على مقالات قوائم أخرى على ويكيبيديا العربية.

## مرجع عام
- قائمة المسائل غير المحلولة

## الثقافة والفنون

### الأدب
- قائمة نيويورك تايمز للروايات الأكثر مبيعا
- قائمة الكتاب الأمريكيين

### فلسفة
- قائمة الفلاسفة

### الفن والفنون

#### الشخصيات
- - قائمة شخصيات مارفل

#### الفنون التمثيلية
- قوائم الأفلام
  -     - قائمة الأفلام الأمريكية
    - قائمة الأفلام المصرية
    - قائمة الأفلام التركية
- قائمة أعلام الموسيقيين
  - قائمة حلقات ون بيس

#### الفنون المرئية
- - قوائم المانغا

### الترفيه والاستجمام

#### الألعاب
- قوائم الألعاب
  - قوائم شخصيات ألعاب الفيديو
    - قائمة شخصيات لعبة إله الحرب
    - قائمة شخصيات فري فاير
    - قائمة شخصيات جراند ثفت أوتو V

  - قوائم مشغلات ألعاب الفيديو

#### الرياضة
- اللاعبون
  - الفائزون بميداليات أولمبية

### الأطعمة والمشروبات
- - قائمة الأطعمة

### وسائل الإعلام
- قوائم الصحف
- قائمة شركات التسجيلات

## الجغرافيا والأماكن

### المعالم الجغرافية الطبيعية

#### التضاريس
- قوائم الجزر في العالم
- قائمة البراكين

### المعالم الجغرافية من صنع الإنسان

#### البلدان والمناطق
- قوائم الدول والمقاطعات
  - قائمة الدول حسب إنتاج المعادن
  - دول ما بعد الاتحاد السوفيتي
- قوائم حسب البلد
- قائمة الدول ذات السيادة والأراضي التابعة لها حسب القارة

#### أماكن
- قائمة أهم المعالم السياحية في العالم
- عجائب الدنيا

#### المستوطنات
- قوائم عواصم
  - قائمة المدن الأكثر اكتظاظا بالسكان في فرنسا
    - قائمة معالم مدينة نيويورك
- قائمة المدن التوأمة والمدن الشقيقة

## التاريخ والأحداث
- قضية تجسس نيوز أوف ذه ورلد على الهواتف

## الرياضيات والمنطق
- قائمة التكاملات
- قائمة المسائل غير المحلولة في الرياضيات
- قائمة الأشكال الهندسية

## العلوم الطبيعية والفيزيائية

### الأحياء
- قائمة الطيور حسب المنطقة
- قوائم السلالات
- قوائم الحيوانات المنقرضة
- قوائم الأمراض
- قوائم المواضيع البيئية
- قوائم أنواع القائمة الحمراء للاتحاد الدولي لحفظ الطبيعة والموارد الطبيعية
  - قوائم الحيوانات المنقرضة

### العلوم الفيزيائية
- قوائم الأجرام الفلكية
  - قوائم المذنبات
  - قوائم السدم
  - قائمة النجوم
- قائمة الزلازل

## الأشخاص
- أعلام المسيحيين
  - قائمة مسيحيين سابقين
- قائمة المجموعات الإثنية المعاصرة
- قائمة الفلاسفة
- قوائم العلماء

## الدين والمعتقد
- قوائم المساجد
  - أعلام المسيحيين
  - قوائم مسلمين

## المجتمع والعلوم الاجتماعية

### اللغويات
- قوائم رموز ISO 639
- قوائم اللغات
  - قائمة العبارات اللاتينية

### مؤسسات إجتماعية

#### الاقتصاد والأعمال
- قائمة الدول حسب الناتج المحلي الإجمالي (توضيح)

#### التعليم
- معهد ماساتشوستس للتكنولوجيا
  - قوائم الجامعات والكليات حسب الدولة

#### الحكومة والسياسة
- قوائم الرموز الوطنية
  - قوائم قادة الدول حسب السنة

### الحروب
- قائمة المعارك

## العلوم والتكنولوجيا

### الفضاء
- قائمة الطائرات

### المباني
- قوائم المطارات

### الطب
- قائمة أسماء الأدوية

### عسكرية
- قائمة الأسلحة

### تقنية
- قوائم كوارث نووية وحوادث إشعاعية
- قوائم لغات البرمجة

## متنوع
- قائمة الجوائز والميداليات
- قائمة الاختراعات الهولندية